# Ô Cầu Giấy
Ô Cầu Giấy, tên chữ là Thanh Bảo, là một cửa ô của Hà Nội xưa. Cửa ô này nằm ở phía tây thành Hà Nội, ở khoảng nơi giao nhau giữa phố Sơn Tây và phố Thanh Bảo ngày nay.

## Lịch sử
Dưới thời Lý–Trần, cửa phía tây của tòa thành vòng ngoài bao quanh kinh thành Thăng Long cũ vốn là cửa Tây Dương. Tuy nhiên, về sau thành này bị đổ nát nên cửa Tây Dương cũng không còn. Năm 1749, chúa Trịnh Doanh cho đắp tòa thành đất bao quanh kinh đô Thăng Long, gọi là thành Đại Độ. Lúc này, cửa ô phía tây mới được lập ra, lùi lại đến phố Sơn Tây hiện nay, nằm trên địa phận thôn Thanh Bảo nên được gọi là ô Thanh Bảo.
Theo học giả Nguyễn Vinh Phúc, chữ "Cầu" trong tên gọi của ô Cầu Giấy không dùng để chỉ cây cầu bắc qua sông, mà chỉ các quán hàng trong chợ (hay còn gọi là "cầu chợ"). Vào thế kỷ 19, để thuận tiện cho việc kinh doanh hàng giấy ở nội thành, người dân làng Giấy – An Hòa rủ nhau đến ô Thanh Bảo mở các quán bán hàng nên ô Thanh Bảo cũng dần được gọi là ô Cầu Giấy.
Tuy nhiên, kỹ sư Phan Duy Kha không đồng tình với cách giải thích này. Ông cho rằng việc gọi ô Thanh Bảo là ô Cầu Giấy là một sự ngộ nhận. Theo ông, ô Cầu Giấy vốn là tên gọi của cửa Tây Dương xưa ở gần cây cầu Giấy bắc qua sông Tô Lịch, tuy nhiên do hai cửa ô Cầu Giấy và Thanh Bảo là cửa phía tây của kinh thành ở hai thời kỳ lịch sử khác nhau, và nằm trên cùng một trục phố Kim Mã nên người ta mới nhầm tên gọi ô Thanh Bảo thành Cầu Giấy.